# Андреевка (Прилукский район)
Андрее́вка (укр. Андріївка) — село, Ичнянская городская община, Прилукский район, Черниговская область, Украина.
Код КОАТУУ — 7421780401. Население по переписи 2001 года составляло 511 человек .

## Географическое положение
Село Андреевка находится на левом берегу реки Удай, выше по течению на расстоянии в 1,5 км расположено село Томашовка, ниже по течению на расстоянии в 4,5 км расположено село Заудайка, на противоположном берегу — село Бакаевка. Русло реки сильно заболочено. К селу примыкает несколько лесных массивов (сосна).

## История
- 1600 год — дата основания.
- В 1784—1791 годах в селе была Троицкая церковь[3]
- В 1859 году в козачем селе Андриевка (Андреевка) была церковь и 92 двора где проживало 521 человек (273 мужского и 248 женского пола)[4]

## Экономика
- «Полесье», ООО.

## Объекты социальной сферы
- Школа I-II ст.
- Детский сад.
- Клуб.
- Медпункт.

## Достопримечательности
- Братская могила советских воинов.